# Lovenia
Lovenia és un gènere d'eriçó de mar, és a dir, equinoderm que representa el tàxon germà dels gèneres Breynia i Echinocardium.

## Sistemàtica
Els individus pertanyents a la família Loveniidae es caracteritzen per: disc apical etmolític; pètals al ras; els pètals anteriors s'estrenyen distalment amb una àmplia zona periradial i amb parells de porus a la columna anterior reduïts adaptativament; zones ambulacrals laterals a la superfície bucal atrapades entre els filodis adorals i l'ambitus; placa del labrum allargada i en forma de falca; estenent-se almenys fins a la part posterior de la segona placa ambulacral o més enllà; plaques esternals curtes i triangulars; plaques episternals apariades i oposades com ho són el següent parell de plaques (5.a.4, 5.b.4); plaques episternals només moderadament sagnades enrere per la placa ambulacral 5; fasciol subanal present; generalment bilobats però ocasionalment amb forma d'escut.

## Espècies
- †L. aegyptiaca (Fourtau, 1920); Miocè superior, Egipte.
- †L. Calzadai. (Carrasco, 2021), Eocè, Catalunya.[3]
- L. mortenseni, Ctyoky, 1965; Miocè mig, Czech Republic.[4]
- †L. bagheerae Irwin & Archbold, 1994; Miocè (Tortonià), sud d'Austràlia.
- L. camarota Clark, 1917; Recent, Nord d'Austràlia.
- L. cordiformis Agassiz, 1872; Recent, costa oest d'Amèrica.
- L. doederleini Mortensen, 1950; Recent, Malay region.
- †L. elongata (Gray, 1845); Miocè a Recent, Indo-West Pacific.
- †L. forbesii (Tenison Woods, 1862); Miocè inferior a mig, Austràlia.
- L. gregalis Alcock, 1893; Recent, Indo-West Pacific.
- L. grisea Agassiz & Clark, 1907; Recent, Hawaii.
- L. hawaiiensis Mortensen, 1950; Recent, Hawaii.
- L. hemphilli (Israesky)
- †L. mortenseni Ctyoky, 1965; Miocè mig, Czech Republic.
- †L. sulcata (Haime, 1853); Oligocè inferior, França.
- L. subcarinata (Gray, 1845); Recente, Indo-West Pacific.
- L. trifolis (Koehler, 1914); Recent, Indo-West Pacific.[1]
- †L. woodsii (Etheridge, 1875); Miocè inferior a mig, Austràlia.
- L. kerneri (?, 2020); Pliocè, Estats Units. ''Lovenia kerneri'' va ser descrita el 2020 a la Formació Tamiami del Pliocè a Florida. És la primera ''Lovenia'' documentada de l'est dels Estats Units i el membre més gran i últim d'aquest gènere conegut a la regió d'Amèrica de l'Est i el Carib.[5]